# Людвиг, Кен
Кен Людвиг — современный американский драматург-комедиограф, сценарист и режиссер, один из ярких представителей современной американской театральной комедии. Пьесы и мюзиклы его авторства были поставлены более чем в 30 странах и переведены на более чем 20 языков. На русском языке в различных театрах были в разное время поставлены такие его пьесы, как «Одолжите тенора!» (Lend me a Tenor), «Примадонны» (The Leading Ladies), «Луна над Буффало» (Moon Over Buffalo). Пьесы Кена Людвига объединяет остроумие, быстрый темп действия и довольно часто запутанный сюжет.

## Биография
Кен Людвиг родился 15 марта 1950 года в городе Йорк в США. Помимо театра, он имеет юридическое образование и успешно практикует как юрист в сфере искусства и развлечений. За свои произведения он удостаивался множества премий, в том числе Тони, премии Оливье, премии Драма Деск и других наград.

## Произведения

### Пьесы
- Baskerville: A Sherlock Holmes Mystery[3]
- Be My Baby — немолодая пара со сложными характерами решает усыновить ребёнка[4]
- The Beaux' Stratagem[5]
- A Comedy of Tenors[6]
- Dear Jack, Dear Louise — история знакомства родителей Кена Людвига во время войны[7]
- Death on the Nile — пьеса по одноименному роману Агаты Кристи[8]
- A Fox on the Fairway[9]
- The Game’s Afoot[10]
- The Gods of Comedy — античные боги спускаются в современный университет на помощь[11]
- Lady Molly of Scotland Yard[12]
- Leading Ladies (в русском переводе «Примадонны») — два неудачливых актёра охотятся за богатым наследством[13]
- Lend Me a Tenor (в русском переводе «Одолжите тенора!») — первая пьеса Кена Людвига, сразу принесшая ему известность и признание[14]
- Lend Me A Soprano — версия Lend Me a Tenor с женскими главными персонажами[15]
- Midsummer/Jersey — шекспировский «Сон в летнюю ночь» перенесён в современный Нью-Джерси[16]
- Moon Over Buffalo — (в русских переводах «Луна над Буффало» и «Эта прекрасная жизнь»)[17]
- Moriarty: A Sherlock Holmes Adventure[18]
- Murder on the Orient Express — Кен Людвиг переосмысливает криминальную драму, написанную Агатой Кристи[19]
- Postmortem[20]
- Shakespeare In Hollywood[21]
- Sherwood: The Adventures of Robin Hood[22]
- Tenor Overboard[23]
- The Three Musketeers[24]
- Tiny Tim’s Christmas Carol — рождественская сказка, написанная совместно с сыном, Джеком Людвигом[25]
- Treasure Island[26]
- 'Twas the Night Before Christmas[27]
- Twentieth Century[28]

### Мюзиклы
- The Adventures of Tom Sawyer (2001)[29]
- An American in Paris (2008) — мюзикл на музыку Джорджа Гершвина[30]
- Crazy for You (1992)[31]
- Sullivan and Gilbert (1998) — мюзикл о знаменитом музыкальном сотрудничестве викторианской эпохи[32]